# Željko Perušić
Željko Perušić (Varoš, 1936. március 23. – Sankt Gallen, Svájc, 2017. szeptember 28.) jugoszláv válogatott horvát labdarúgó, edző.

## Sikerei, díjai
Jugoszlávia
- Olimpiai bajnok: 1960
- Európa-bajnoki ezüstérmes: 1960